# Ceraeochrysa costaricensis
Ceraeochrysa costaricensis is een insect uit de familie van de gaasvliegen (Chrysopidae), die tot de orde netvleugeligen (Neuroptera) behoort. 
Ceraeochrysa costaricensis is voor het eerst wetenschappelijk beschreven door Penny in 1997.